# 拖曳流动
拖曳流动，或稱库埃特（英語：Couette）流動，是一种剪切流动方式。

## 拖曳流动的定义
拖曳流动是指对流体不施加压力梯度，而仅仅是靠边界运动产生流动场。由于黏性作用使运动的边界拖着流体跟它一起运动，也被称为库埃特（Couette）流动。在拖曳流动过程中，由于流体液层间黏性阻力以及和运动边界的摩擦力使得相邻液层间流体在移动方向上产生速度差即形成一个速度梯度，靠近运动边界的流体运动速度快而远离运动边界即靠近固定边界的流体运动速度慢。

## 影响拖曳流动的因素
影响拖曳流动的因素包括：
- 温度：温度升高聚合物分子间的相互作用力减小，黏度下降，不利于拖曳流动。
- 压力：聚合物聚集态存在很多微小空隙即“自由体积”，从而使聚合物液体具有可压缩性。当压力作用时，聚合物自由体积减小，链段运动范围减小，分子间作用力增加，黏度随之增大，有利于拖曳流动的进行。
- 聚合物结构：聚合物的分子量增大、长支链支化程度越大黏度也随之增大，有利于拖曳流动的进行。
- 添加剂：在聚合物流体中加入增塑剂或有限溶剂可以是聚合物分子间减小，分子距离增大，缠结减小，使聚合物流体黏度降低，不利于拖曳流动。

## 拖曳流动和收敛流动的区别
- 拖曳流动是流体本身不受外压的作用而仅仅由边界的运动带动流体一起流动；而收敛流动边界固定，由外压力作用于流体使流体流动。
- 拖曳流动产生的速度梯度是靠近运动边界的流动速度快远离运动边界的流动速度慢，流动速度最大的在靠近运动边界处的流体；而收敛流动产生的速度梯度是靠近边界的流动速度慢，远离边界的流动速度快，流动速度最大的在中心处的流体。
- 拖曳流动流体在流动方向上流线相互平行的；而收敛流动流体在流动方向上流线相互不平行。

## 实际生产中的实例

### 聚合物流体在挤出线缆包覆物环形口模中的流动
在挤出线缆包覆物时，聚合物流体在螺杆压力下的推动下从口模挤出，并包覆与线缆芯上，口模静止，线缆芯以一定速度移动，此实例的聚合物流体的流动为上述环形圆管轴向拖曳流动方式，所以挤出线缆包覆物是简单的一维流动（即流体速度仅在一个方向内变动）。

### 聚合物流体在挤出机螺杆槽中的流动
聚合物在挤出机螺杆槽中的流动时液体在螺槽的z轴方向由螺槽转动引起的拖曳流动，其速度为Vz，但液体在垂直于螺槽的断面上还形成封闭的环形流动其速度为Vx，所以螺槽的液体同时在两个方向进行流动，存在两个速度Vz和Vx，所以液体在螺槽中是在拖曳流动，压力流动和环形流动的共同作用下移向机头。液体的总流速是Vz和Vx的叠加。可以看出，聚合物液体在螺槽中流动不属于简单的一维流动。